# Yannis Anastasiou
Yannis Anastasiou (Grieks: Γιάννης Αναστασίου) (Arta, 5 maart 1973) is een Griekse voetbalcoach en voormalig  voetballer die zich in 2005 liet naturaliseren tot Belg. Hij speelde voor Ethnikos Piraeus, OFI Kreta, RSC Anderlecht, Roda JC, Ajax, Sparta Rotterdam en FC Omniworld en kwam vijf keer uit voor het Grieks voetbalelftal.

## Loopbaan als speler
De Griekse aanvaller begon op jonge leeftijd te voetballen bij PAS Preveza, waar hij in 1990 debuteerde in het A-elftal. Een jaar later, in 1991, mocht Anastasiou al naar het Griekse Ethnikos Piraeus, een club uit de Eerste Klasse.
In 1995 werd hij bij die club een vaste waarde maar in 1996 trok de spits naar OFI Kreta. Hij speelde tot 1999 in de Griekse competitie, waarna hij een overgang naar RSC Anderlecht verdiende. Bij Anderlecht wist hij echter nooit een basisplaats te veroveren mede door de concurrentie. In het seizoen 2000/2001 werd hij aangetrokken door Roda JC, waar hij vier seizoenen lang de eerste keus zou zijn in de spits. In zijn eerste seizoen bij de Kerkradenaren werd hij zelfs de Most Valuable Player van de Eredivisie; dit houdt in dat niemand een hoger aantal doelpunten en assists op zijn naam schreef in datzelfde seizoen. Halverwege het seizoen 2003/2004 kampte Ajax met blessures bij zijn spitsen, onder meer Zlatan Ibrahimović en besloot Anastasiou over te nemen van Roda. Naar verluidt betaalden de Amsterdammers een afkoopsom van €300.000. Zijn debuut voor Ajax was de thuiswedstrijd tegen PSV op 8 februari 2004; een wedstrijd die Ajax met 2-1 won. Anastasiou heeft bij Ajax nooit de status van basisspeler mogen bereiken, maar als invaller heeft hij meerdere malen zijn waarde bewezen: op 25 september 2004 scoorde hij bijvoorbeeld als invaller het enige doelpunt in de wedstrijd tegen zijn oude ploeg Roda JC en op 24 april 2005 scoorde hij, eveneens als invaller, het enige doelpunt in de wedstrijd tegen De Graafschap.
Aan het einde van het seizoen 2004/2005 verlengde hij op aandringen van coach Danny Blind zijn aflopende contract met een jaar. Als speler kwam hij niet in de plannen van de oefenmeester voor, maar vanwege zijn vaderlijke functie in de spelersgroep wilde Blind hem graag behouden.
In de zomer van 2006 verruilde Anastasiou Ajax voor Sparta, waar hij werd herenigd met zijn ex-Roda trainer Wiljan Vloet en ex-Ajax middenvelder Anthony Obodai. (Toen Obodais verbintenis met Ajax in 2005 ten einde liep, had Anastasiou deze al aangeraden de overstap naar Sparta/Wiljan Vloet te maken.) Hij maakte de verwachtingen niet waar en aan het eind van het seizoen 2006/2007 werd het contract ontbonden.
In 2008 beëindigde hij zijn spelersloopbaan.

## Clubstatistieken
| Seizoen         | Club               |                      | Competitie         | Competitie | Competitie | Beker | Beker | Internationaal | Internationaal | Overig | Overig | Totaal | Totaal |
| Seizoen         | Club               | Wed.                 | Competitie         | Dlp.       | Wed.       | Dlp.  | Wed.  | Dlp.           | Wed.           | Dlp.   | Wed.   | Dlp.   |        |
| --------------- | ------------------ | -------------------- | ------------------ | ---------- | ---------- | ----- | ----- | -------------- | -------------- | ------ | ------ | ------ | ------ |
| 1990/91         | PAS Preveza 1      | Vlag van Griekenland | Gamma Ethniki      | 32         | 13         | 0     | 0     | —              | —              | —      | —      | 32     | 13     |
| 1991/92         | Ethnikos Piraeus 1 | Vlag van Griekenland | Alpha Ethniki      | 24         | 6          | 0     | 0     | —              | —              | —      | —      | 24     | 6      |
| 1992/93         | Ethnikos Piraeus 1 | Vlag van Griekenland | Beta Ethniki       | 22         | 5          | 0     | 0     | —              | —              | —      | —      | 22     | 5      |
| 1993/94         | Ethnikos Piraeus 1 | Vlag van Griekenland | Beta Ethniki       | 14         | 3          | 0     | 0     | —              | —              | —      | —      | 14     | 3      |
| 1994/95         | Ethnikos Piraeus 1 | Vlag van Griekenland | Alpha Ethniki      | 16         | 2          | 0     | 0     | —              | —              | —      | —      | 16     | 2      |
| 1995/96         | Ethnikos Piraeus 1 | Vlag van Griekenland | Alpha Ethniki      | 30         | 9          | 0     | 0     | —              | —              | —      | —      | 30     | 9      |
| 1996/97         | OFI Kreta 2        | Vlag van Griekenland | Alpha Ethniki      | 34         | 9          | 0     | 0     | —              | —              | —      | —      | 34     | 9      |
| 1997/98         | OFI Kreta 2        | Vlag van Griekenland | Alpha Ethniki      | 34         | 8          | 0     | 0     | 0              | 0              | —      | —      | 34     | 8      |
| 1998/99         | OFI Kreta 2        | Vlag van Griekenland | Alpha Ethniki      | 14         | 5          | 0     | 0     | —              | —              | —      | —      | 14     | 5      |
| 1998/99         | RSC Anderlecht     | Vlag van België      | Jupiler Pro League | 13         | 5          | 0     | 0     | 0              | 0              | —      | —      | 13     | 5      |
| 1999/00         | RSC Anderlecht     | Vlag van België      | Jupiler Pro League | 10         | 4          | 0     | 0     | 0              | 0              | —      | —      | 10     | 4      |
| 2000/01         | RSC Anderlecht     | Vlag van België      | Jupiler Pro League | 0          | 0          | 0     | 0     | 1              | 0              | 0      | 0      | 1      | 0      |
| 2000/01         | Roda JC            | Vlag van Nederland   | Eredivisie         | 34         | 19         | 2     | 1     | —              | —              | 0      | 0      | 36     | 20     |
| 2001/02         | Roda JC            | Vlag van Nederland   | Eredivisie         | 29         | 10         | 1     | 0     | 8              | 4              | —      | —      | 38     | 14     |
| 2002/03         | Roda JC            | Vlag van Nederland   | Eredivisie         | 33         | 11         | 5     | 3     | —              | —              | —      | —      | 38     | 14     |
| 2003/04         | Roda JC            | Vlag van Nederland   | Eredivisie         | 18         | 8          | 2     | 0     | —              | —              | —      | —      | 20     | 8      |
| 2003/04         | Ajax               | Vlag van Nederland   | Eredivisie         | 12         | 3          | 0     | 0     | —              | —              | —      | —      | 12     | 3      |
| 2004/05         | Ajax               | Vlag van Nederland   | Eredivisie         | 14         | 4          | 1     | 0     | 2              | 0              | 0      | 0      | 17     | 4      |
| 2005/06         | Ajax               | Vlag van Nederland   | Eredivisie         | 6          | 0          | 0     | 0     | 3              | 3              | 0      | 0      | 9      | 3      |
| 2006/07         | Sparta Rotterdam   | Vlag van Nederland   | Eredivisie         | 16         | 1          | 2     | 0     | —              | —              | 0      | 0      | 18     | 1      |
| 2007/08         | FC Omniworld       | Vlag van Nederland   | Jupiler League     | 11         | 2          | 1     | 0     | —              | —              | —      | —      | 12     | 2      |
| Carrière totaal | Carrière totaal    | Carrière totaal      | Carrière totaal    | 416        | 127        | 14    | 4     | 14             | 7              | 0      | 0      | 444    | 138    |

1 N.B. Statistieken van het Griekse bekertoernooi zijn onbekend.

2 N.B. Statistieken van het Griekse bekertoernooi en de UEFA Cup zijn onbekend.

## Loopbaan als trainer
Anastasiou werd in het seizoen 2008/09 assistent-coach bij Panathinaikos, zijn eerste staffunctie bij een voetbalclub. Hij werd assistent van Henk ten Cate en Mike Snoei, die hij kon helpen met onder meer zijn kennis van zowel de Griekse als de Nederlandse taal.
In 2011 werd Anastasiou, na een stageperiode, assistent van Gery Vink bij Jong Ajax. In het seizoen 2011/12 was hij coach van de B2 van Ajax.
In januari 2013 werd Anastasiou aangesteld als assistent-coach van Reading. Door het ontslag van manager Brian McDermott in maart 2013 bleef zijn dienstverband in de Premier League beperkt tot twee maanden.
Anastasiou was in het seizoen 2013/14 voor het eerst hoofdcoach, van Panathinaikos.. Op 26 april 2014 won hij met de Griekse club de Griekse voetbalbeker door in de finale van het toernooi met 4-1 te winnen van PAOK Saloniki. In de competitie eindigde Panathinaikos op de derde plaats, wat betekende dat Panathinaikos mee mocht doen aan de play-offs voor deelname aan de voorronde van de UEFA Champions League. Panathinaikos won de play-offs en plaatste zich daardoor voor de derde voorronde van de Champions League. In het seizoen 2015/16 liep de club zowel de Champions League, als de Europa League mis door in de voorronden te sneuvelen. Op 2 november 2015 ontsloeg Panathinaikos hem. Hij was op dat moment twee en een half jaar in dienst als trainer en stond tweede in de competitie, achter Olympiakos Piraeus.
Anastasiou werd in juni 2016 aangesteld als hoofdtrainer bij Roda JC Kerkrade, waarvoor hij van 2000 tot 2004 uitkwam als speler. Hij tekende een contract voor één seizoen. Hij volgde Darije Kalezic op. Vanaf het seizoen 2017-2018 zal Anastasiou aantreden als hoofdcoach van KV Kortrijk, dat uitkomt in de Jupiler Pro League. Op 23 mei 2017, midden in de nacompetitie, werd hij op non-actief gesteld bij Roda JC.
Anastasiou werd medio 2017 aangesteld als hoofdtrainer bij KV Kortrijk. Kortrijk startte het seizoen met een degelijke 6 op 9, maar boekte daarna een desastreuse 5 op 33. Na veertien speeldagen stond Kortrijk voorlaatste in de stand met slechts elf punten. Op 8 november 2017 werd Anastasiou ontslagen bij de club. Terwijl Anastasiou nog onder contract lag bij Kortrijk, had de club al openlijk kandidaat-opvolgers – onder andere Marc Brys en Yannick Ferrera – gepolst.
Per 1 november 2018 was hij (hoofd-)trainer van Omonia Nicosia. In de zomer van 2019 werd hij trainer van Atromitos FC. Daar werd zijn dienstverband begin december 2019 beëindigd. Sinds de zomer van 2021 is hij hoofdtrainer van Panetolikos F.C., (ook) spelend in de Super League, de hoogste divisie van Griekenland. In zijn eerste seizoen eindigde de club als negende. 

### Overzicht
| Periode    | Club             | Competitie         | Functie           |
| ---------- | ---------------- | ------------------ | ----------------- |
| 2008-2009  | Panathinaikos    | Alpha Ethniki      | Assistent Manager |
| 2011-2012  | Ajax             |                    | Jeugdtrainer      |
| 2013       | Reading          | Premier League     | Assistent Manager |
| 2013-2015  | Panathinaikos    | Alpha Ethniki      | Hoofdtrainer      |
| 2016-2017  | Roda JC Kerkrade | Eredivisie         | Hoofdtrainer      |
| 2017       | KV Kortrijk      | Jupiler Pro League | Hoofdtrainer      |
| 2018-2019  | Omonia Nicosia   | A Divizion         | Hoofdtrainer      |
| 2019-2021  | Atromitos FC     | Super League       | Hoofdtrainer      |
| 2021-heden | Panetolikos F.C. | Super League       | Hoofdtrainer      |

## Erelijst
Als speler
| Competitie               |                |                |                |                |
| Competitie               | Aantal         | Jaren          |                |                |
| RSC Anderlecht           | RSC Anderlecht | RSC Anderlecht | RSC Anderlecht | RSC Anderlecht |
| ------------------------ | -------------- | -------------- | -------------- | -------------- |
| Belgisch landskampioen   | 1x             | 1999/00        |                |                |
| Ajax                     |                |                |                |                |
| Nederlands landskampioen | 1x             | 2003/04        |                |                |
| Nederlandse Beker        | 1x             | 2005/06        |                |                |
| Johan Cruijff Schaal     | 1x             | 2005           |                |                |

Als trainer
| Griekse Beker | 1x | 2013/14 |